# 相補性
相補性（そうほせい、英: complementarity, 独: Komplementarität）は、量子力学の基本概念の一つ。1927年9月16日にイタリアのコモで開かれた国際会議において、デンマークの物理学者ニールス・ボーアによって提唱された。文献によっては相反性（そうはんせい、英: reciprocity, 独: Reziprozität）とも表現される。
相補性とは、光や電子の粒子性と波動性や、古典論における因果的な運動の記述と量子論における確率的な運動の記述のように、互いに排他的な性質を統合する認識論的な性質であり、排他的な性質が相互に補うことで初めて系の完全な記述が得られるという考えのことである。
相補性の概念はしばしば不確定性原理に結び付けられる。1927年にヴェルナー・ハイゼンベルクが見出した不確定性原理により、運動する粒子の位置を精度よく決定しようとすると粒子の運動量の不確定性が増大し、逆に運動量の不確定性を小さくすると位置の不確定性が大きくなることが知られるようになった。ハイゼンベルクはこの不確定性を観測に利用される光と粒子の相互作用について論じ、不確定性は観測行為に伴う測定器系と被測定系との相互作用の結果であると解釈した。光による粒子の位置の測定では、光の波長程度の大きさの位置の不確定性が存在し、一方で光は波数程度の大きさの運動量を持つので、粒子の運動量は光の波数に応じて乱され、光の波数の大きさは波長に反比例することから、この測定について、粒子の位置の不確定性と運動量の不確定性の積はある有限の大きさを持つことになる。
ボーアはハイゼンベルクが示した不確定性原理とその解釈を更に推し進め、量子力学における測定の議論では、古典論のように被測定系の性質だけによらず、測定器系の設定を明確に定義しなければならないことを示し、そのような状況を一般的に説明する概念として相補性を置いた。量子力学の相補性を特徴付ける事柄としてボーアは、ハイゼンベルクが示したように測定に伴う相互作用が原理的に制御できないこと、それに関連して測定器系と被測定系を独立に扱うことができないこと、被測定系が複数の部分系によって構成される場合においても、それぞれの部分系を独立に扱うことは必ずしも可能でないことをそれぞれ指摘した。
これらの事柄をボーアは作用量子の有限性および量子系の単一不可分性ないし分割不可能性によるものとした。すなわち、作用量子の有限性とは、ある測定に関して測定器系が被測定系に対して及ぼす作用に対し、その微視的な素過程において被測定系から測定器系への無視できない有限の反作用が存在することをいい、単一不可分性とは、各々の系が有限の相互作用によって結び付けられ、その結果によって得られる測定値は測定器系の巨視的な状態変化のみによって示され得ることをいう。
不確定性原理から、2 つ正準共役量の不確定性の積の大きさはプランク定数程度と見積もられる。この作用の単位は作用量子（さようりょうし、英: quantum of action, 独: Wirkungsquantum）と呼ばれる。作用量子、すなわちプランク定数は系の記述について、相補性が重要となる場合の指標と見なすことができる。